# Ramil Olegowitsch Juldaschew
Ramil Olegowitsch Juldaschew (russisch Рамиль Олегович Юлдашев, wissenschaftliche Transliteration Ramil’ Juldašev, englisch Ramil Yuldashev; * 2. April 1985 in Sysran, Sowjetunion) ist ein russischer Badmintonspieler und -trainer, der im Parabadminton in der Startklasse SU5 an den Start geht, an drei Weltmeisterschaften teilnahm und mehrfacher russischer nationaler Meister ist.

## Leben
Juldaschew stammt aus Sysran, seine Geschwister sind Albina Suldina und Marat Aluschew. Sein Vater, der als Fußballspieler aktiv war, führte Juldaschew zum Sport. Er war von Kindheit an sportbegeistert und spielte ab dem Alter von elf Jahren Badminton mit Kindern mit Muskel-Skelett-Erkrankungen. Drei Jahre lang war er als Instrumentenmonteur in einer Fabrik tätig, danach studierte er an der Russischen Staatlichen Universität für Körperkultur, Sport, Jugend und Tourismus, die zu der Lomonossow-Universität Moskau gehört, er schloss als Bachelor ab. An der Universität lernte er Mikhail Chiviksin aus Sewerodwinsk kennen, mit dem er über zehn Jahre lang gemeinsam bei Turnieren spielte. Er ist mit Anna verheiratet, die beiden haben zwei Töchter; Marina und Oxana (* ca. 2015 und ca. 2018).

## Karriere
Bei der Weltmeisterschaft 2003 in Cardiff startete Juldaschew im Herreneinzel und verlor im Viertelfinale, der ersten Runde, gegen Chang Cheng-cheng aus Chinesisch Taipeh mit 2:15, 1:15.
Bei der Weltmeisterschaft 2007, die in Bangkok ausgetragen wurde, startete Juldaschew in Gruppe sechs, wo er beide Spiele gewinnen konnte: gegen José Hernández aus Spanien mit 21:13, 21:3 und gegen Lee Meng-yuan aus Chinesisch Taipeh mit 21:13, 21:10. In der ersten Runde des K.-o.-Systems verlor er gegen Kim Su-hyun aus der Republik Korea mit 14:21, 4:21. Im Herrendoppel spielte Juldaschew mit seinem Landsmann Michail Tschiwiksin in Gruppe eins, wobei sie beide Spiele verloren: mit 18:21, 18:21 gegen die Spanier Félix Fernández und Juan Bretones und mit 10:21, 14:21 gegen die Malaysier Suhaili Laiman und Cheah Liek Hou.
Bei der Weltmeisterschaft 2009 in Guatemala-Stadt war Juldaschew Teil des russischen Nationalmannschaft, die im Viertelfinale (der ersten Runde) gegen Japan mit 0:2 verlor. Bei dieser Begegnung spielte Juldaschew alleine im Doppel gegen Kohei Obara und Daisuke Fujiwara, dieses Spiel ging mit 7:21, 12:21 verloren. Im Herreneinzel startete er in Gruppe C, wo er gegen Félix Fernández aus Spanien mit 21:10, 21:17 gewann und gegen Lee Meng-yuan aus Chinesisch Taipeh mit 21:16, 15:21, 7:21 verlor. Da Fernández auch gegen Lee verlor, belegte dieser den dritten Platz und Juldaschew den zweiten. Im Viertelfinale war durch eine 8:21,-19:21-Niederlage gegen Eyal Bechar aus Israel Endstation. Im Herrendoppel trat er wie bei der vorherigen Weltmeisterschaft mit seinem Landsmann Michail Tschiwiksin an, die beiden starteten in Gruppe A. Gegen die Deutschen Frank Dietel und Sebastian Müller verloren sie mit 12:21, 21:19, 8:21 und gegen die Malaysier Cheah Liek Hou und Suhaili Laiman mit 11:21, 12:21.
Bei der nationalen Meisterschaft 2013 in Balakowo wurde Juldaschew nationaler Meister im Herreneinzel, ebenso im Herrendoppel zusammen mit Michail Tschiwiksin.
Bei der nationalen Meisterschaft 2017 in Sankt Petersburg erreichte Juldaschew die mit Alexander Mekhdiev geteilte Bronzemedaille und lag damit hinter Nikita Sinowjew und Michail Tschiwiksin. Im Herrendoppel siegte er zusammen mit Michail Tschiwiksin vor Oleg Dontsov und Alexander Mechdijew.
Bei einer regionalen Sportveranstaltung im Jahr 2018, die nach der Spartakiade benannt wurde, wurde Juldaschew in der Leichtathletik (Weitsprung, Kugelstoßen und 60-Meter-Lauf) Erster in der Kategorie der 18- bis 60-jährigen Männer. Im selben Jahr wurde er in Nowotscheboksarsk zusammen mit Michail Tschiwiksin nationaler Meister im Herrendoppel. Im Mixed erreichte er zusammen mit Albina Muchametowa den fünften Platz.
2021 gewann Juldaschew im Herreneinzel und im Herrendoppel zusammen mit Michail Tschiwiksin die Silbermedaille der nationalen Meisterschaft, die in Saratow ausgetragen wurde.
Bei der nationalen Meisterschaft 2022 in Ramenskoje erreichte Juldaschew im Herreneinzel die Silbermedaille hinter Michail Tschiwiksin und vor Eduard Barkanow und Ilnas Ginijatullin sowie die Goldmedaille im Herrendoppel zusammen mit Michail Tschiwiksin vor Oleg Dontsov/Pawel Kulikow (Silber) sowie Eduard Barkanow/Ilnas Ginijatullin und Andrei Reili/Pawel Sergejew (Bronze). Im Mixed spielte er mit Albina Muchametowa und erreichte die mit Donzow Oleg und Diana Andrejewa geteilte Bronzemedaille; sie lagen damit hinter Anton Iwanow und Jekaterina Oginskaja (Gold) sowie Sergei Schatrow/Jelena Schurawskaja (Silber).
Bei der nationalen Meisterschaft 2023 erreichte Juldaschew die Bronzemedaille im Einzel sowie die Silbermedaille im Herrendoppel zusammen mit Michail Tschiwiksin.
2024 wurde die nationale Meisterschaft in der Region Perm ausgetragen, hierbei erreichte Juldaschew wie das Jahr zuvor die Bronzemedaille im Einzel sowie die Silbermedaille im Herrendoppel zusammen mit Michail Tschiwiksin. Bei der nationalen Jugendmeisterschaft 2024 in Ramenskoje war Juldaschew Trainer zweier Teilnehmer: der 17-jährigen Diana Iksanowa und der zehnjährigen Karina Kuprijanowa. Iksanowa gewann Gold im Einzel und im Doppel sowie Bronze im Mixed.